# Tomokazu Sueyoshi
Tomokazu Sueyoshi (末吉智一?, Sueyoshi Tomokazu; 5 luglio 1989) è un ex giocatore di football americano giapponese che ha giocato come runningback.